# 킬로 투 브라보
《킬로 투 브라보》(Kajaki: The True Story)는 영국의 액션, 모험, 전쟁 영화로, 2014년 11월 12일에 런던에서 프리미어 상영했다.

## 줄거리
4번의 지뢰 폭발, 6명의 부상자
 지옥 같은 그곳에서 전원 구출하라!
 2006년 9월, 아프가니스탄 카자키 댐에 주둔 중인 영국군 18명.
 탈레반과 대치 중이던 어느 날, 적군을 감시하다 의심스러운 장면을 목격 후 정황을 파악하기 위해 세 명의 군인이 순찰을 나선다. 작전대로 비탈길을 내려가 와디(물이 흐르지 않는 마른 골짜기)에 들어선 순간, 적이 매설해놓은 지뢰가 터진다. 부상자를 구출하기 위해 다른 군인들이 출동하지만, 또다시 세 번의 폭발이 일어나고 부상자들이 속출하자 혼란에 빠진다. 어디 하나 안전한 곳 없는 적의 지뢰밭에 고립된 군인들. 적이 언제 공격해올지 모르는 위험한 상황 속에서 동료를 구출하기 위한 숨 막히는 사투를 시작하는데...
 당신을 전율시킬 감동 실화가 찾아온다

## 출연진

### 주인공
- 데이비드 엘리어트 : 마크 역
- 마크 스탠리 : 턱 역
- 말라치 커비 : 스눕 역
- 스콧 카일 : 스투 퍼슨 역

### 주요 인물
- 폴 루에브케 : 제이 역
- 벤자민 오마호니 : 스투 헤일 역
- 알리 쿡 : 스푸드 역
- 브라이언 패리 : 존시 역
- 리암 에인스워스 : 켄 발로 역

## 수상
- 2015년 제68회 영국 아카데미 시상식 Outsanding Debut  - 폴 케이티스외 1명
- 2015년 제40회 토론토국제영화제 시티 투 시티  - 폴 케이티스